# 南五味子
南五味子（学名：Kadsura longipedunculata）为五味子科南五味子属下的一个种。模式标本采自四川城口。

## 外部連結
- 華中五味子 （页面存档备份，存于） 藥用植物圖像數據庫 (香港浸會大學中醫藥學院) （中文）（英文）
- 南五味子 中藥材圖像數據庫  (香港浸會大學中醫藥學院) （中文）（英文）